# Imburana
Imburana (Commiphora leptophloeos) é uma árvore nativa na caatinga, no pantanal e no chaco. Seu nome popular deriva palavras em língua tupi y-mb-ú (árvore de água) e ra-na (falso), formando assim a palavra imburana (falso imbu).

## Características
- Árvore resinosa de 6-9 metros, muito esgalhada, com ramos de crescimento tortuoso, dotada de espinhos agudos e fortes
- Casca do tronco lisa, que se desprende em lâminas finas, muito irregulares, variando de cor conforme a idade da planta (verde quando jovem e laranja-avermelhado quando idosa)
- Folhas alternas, compostas por 3 a 9 folíolos (geralmente 7)
- Flores pequenas, de 3-4 milímetros de comprimento, verde bem claro, isoladas ou reunidas em pequenos grupos
- Fruto globoso de 1,5 cm de diâmetro, de cor verde, com polpa agridoce e comestível quando bem maduro, contendo um única semente rígida e rugosa com diâmetro maior que 1 cm, negra em seu interior e branca na base, onde é coberta por um arilo vermelho

## Ecologia
Planta decídua, heliófita, xerófita, apresenta dispersão contínua, porém ampla. Tem suas sementes disseminadas por pássaros. Preferem solos calcários, bem drenados e profundos. Abelhas silvestres sem ferrão (gêneros Melipona e Trigona) fazem seus ninhos em troncos ocos de imburana. As primeiras flores aparecem no fim da estação seca (de novembro a janeiro), em ramos ainda desfolhados, mas acompanha o início da nova folhagem na estação chuvosa. Os frutos amadurecem de 4 a 5 meses depois, com o início da queda das folhas Se propaga por sementes e por estacas

## Importância
- Fruto comestível quando bem maduro
- Extração de óleo medicinal e chá da casca tônico e cicatrizante
- Tronco e copa frondosa muito ornamentais
- No Brasil as sementes de Imburana são utilizadas na preparação de Rapé medicinal.

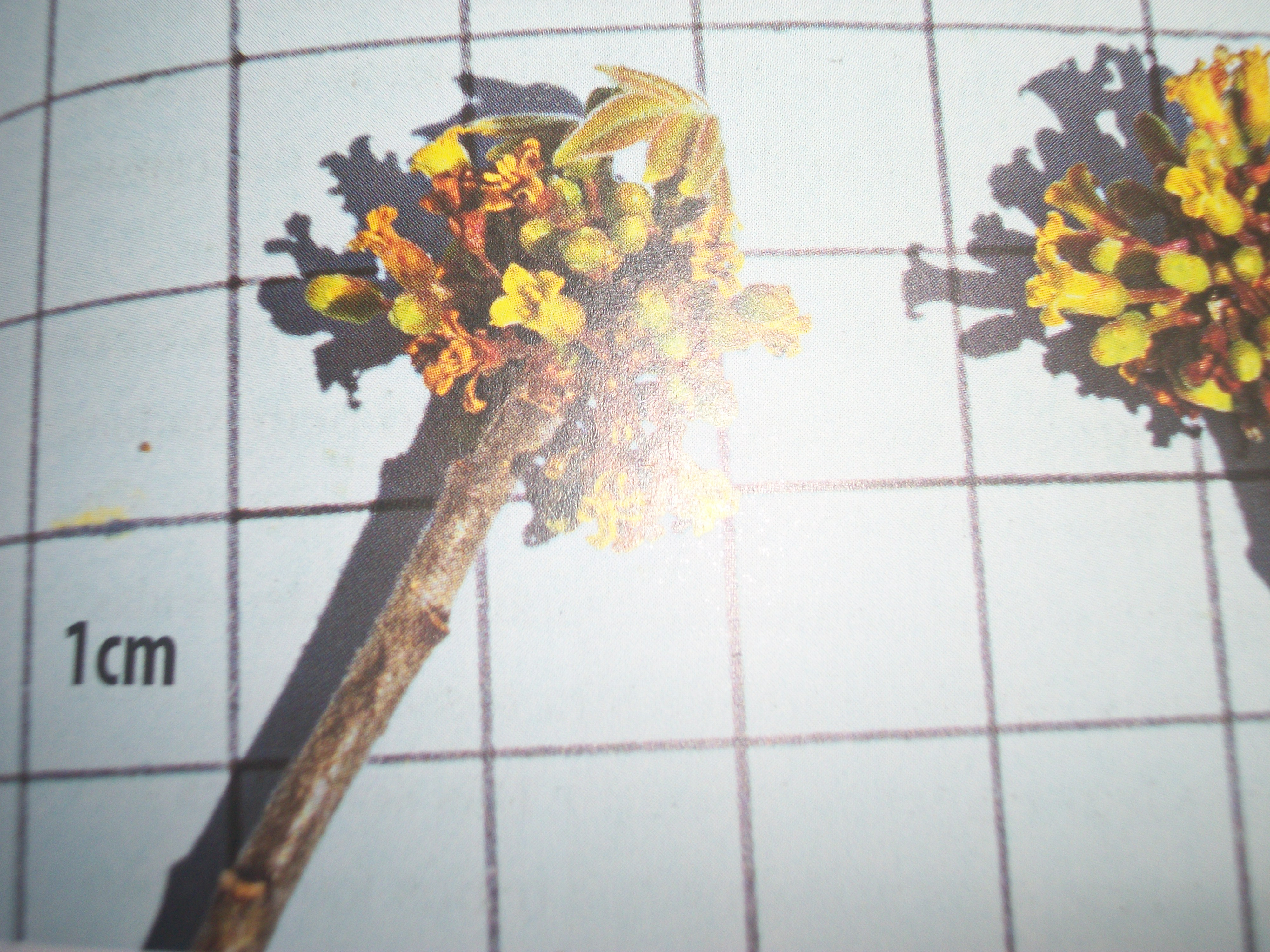
Detalhe das folhas e flores de imburana

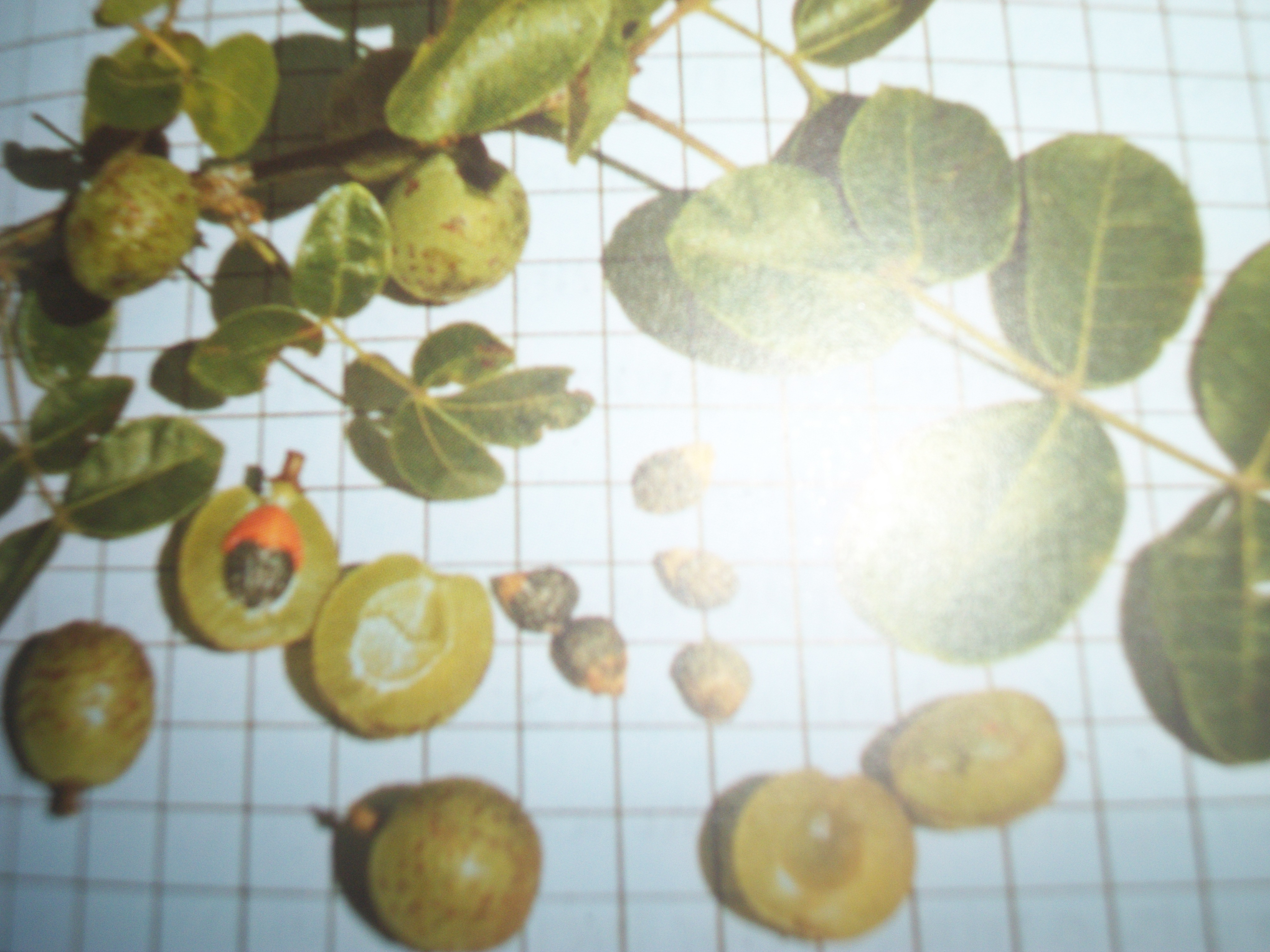
Folhas compostas e frutos comestíveis verdes da imburana, mosrtrando a semente negra envolta por um arilo vermelho